# Vallei- en brongebied van de Zwarte Beek, Bolisserbeek en Dommel met heide en vengebieden
Vallei- en brongebied van de Zwarte Beek, Bolisserbeek en Dommel met heide en vengebieden is een Natura 2000-gebied (habitatrichtlijngebied BE 2200029 en overlappend vogelrichtlijngebied 'Militair domein en vallei van de Zwarte Beek' (BE22183)) in Vlaanderen. Dit gebied ligt in het noordwesten van de provincie Limburg en is met 8306 hectare het grootste Natura 2000-gebied in Vlaanderen. Het Natura 2000-gebied ligt in de valleien van de Zwarte Beek, de Bolisserbeek en de Dommel.
Er komen negentien Europees beschermde habitats voor: actief hoogveen, blauwgraslanden, droge heide, droge heide op jonge zandafzettingen, eiken-beukenbossen op zure bodems, glanshaver- en grote vossenstaartgraslanden, heischrale graslanden en soortenrijke graslanden van zure bodems, jeneverbesstruweel, ondiepe beken en rivieren met goede structuur en watervegetaties, open graslanden op landduinen, oude eiken-berkenbossen op zeer voedselarm zand, slenken en plagplekken op vochtige bodems in de heide, valleibossen, elzenbroekbossen en zachthoutooibossen, vochtige tot natte heide, voedselarme tot matig voedselarme verlandingsvegetaties, voedselarme tot matig voedselarme wateren met droogvallende oevers, voedselrijke, gebufferde wateren met rijke waterplantvegetatie, voedselrijke, soortenrijke ruigtes langs waterlopen en boszomen, zure bruingekleurde vennen.
Er komen ook tweeëntwintig Europees beschermde soorten voor: beekprik, blauwborst, blauwe kiekendief, boomleeuwerik, duinpieper, gevlekte witsnuitlibel, gladde slang, grauwe kiekendief, grauwe klauwier, heikikker, ijsvogel, kamsalamander, knoflookpad, korhoen, kwartelkoning, laatvlieger, nachtzwaluw, roerdomp, rosse vleermuis, rugstreeppad, wespendief,  zwarte specht.
Gebieden die deel uitmaken van het Natura 2000-gebied zijn onder andere: Vallei van de Zwarte Beek, heide en bossen op en rond het Kamp van Beverlo, Bollisserbeek, De Ortolaan, Dommelvallei, Mullemerbeemden, Veewei, Lange Heuvelheide, Molenheide, Hechtelse Heide, Koerselse Heide, Helchterenbos, Gemeentebos Hechtel-Eksel, Resterheide, Hoeverheide.

## Afbeeldingen

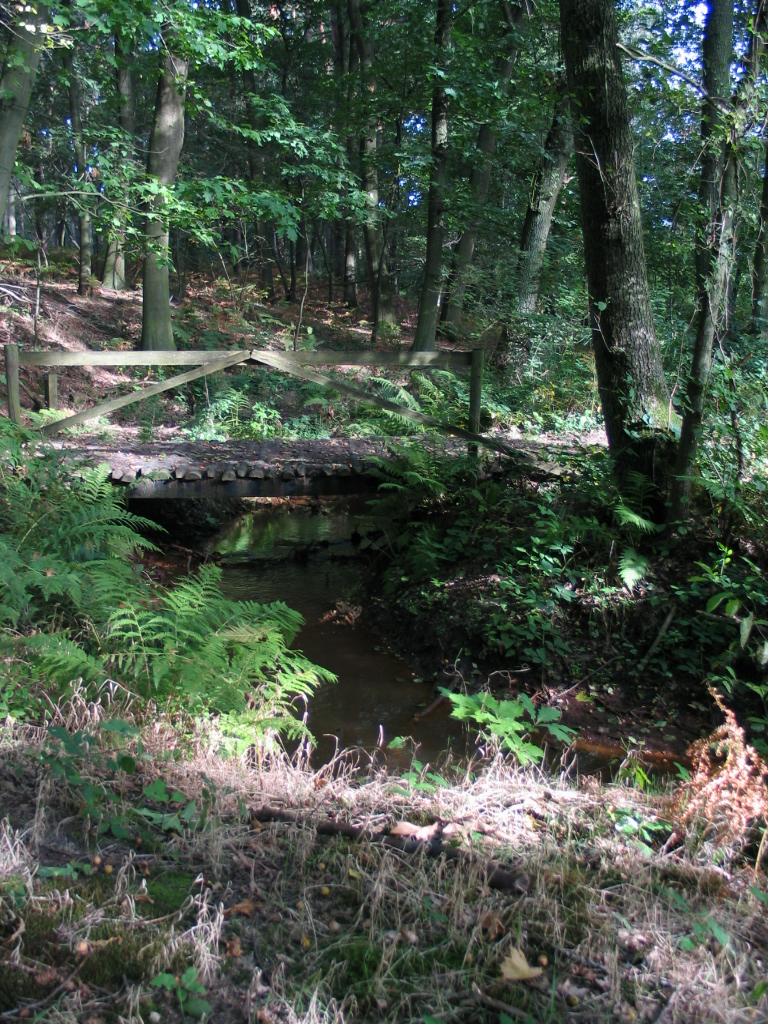
Vallei van de Zwarte Beek
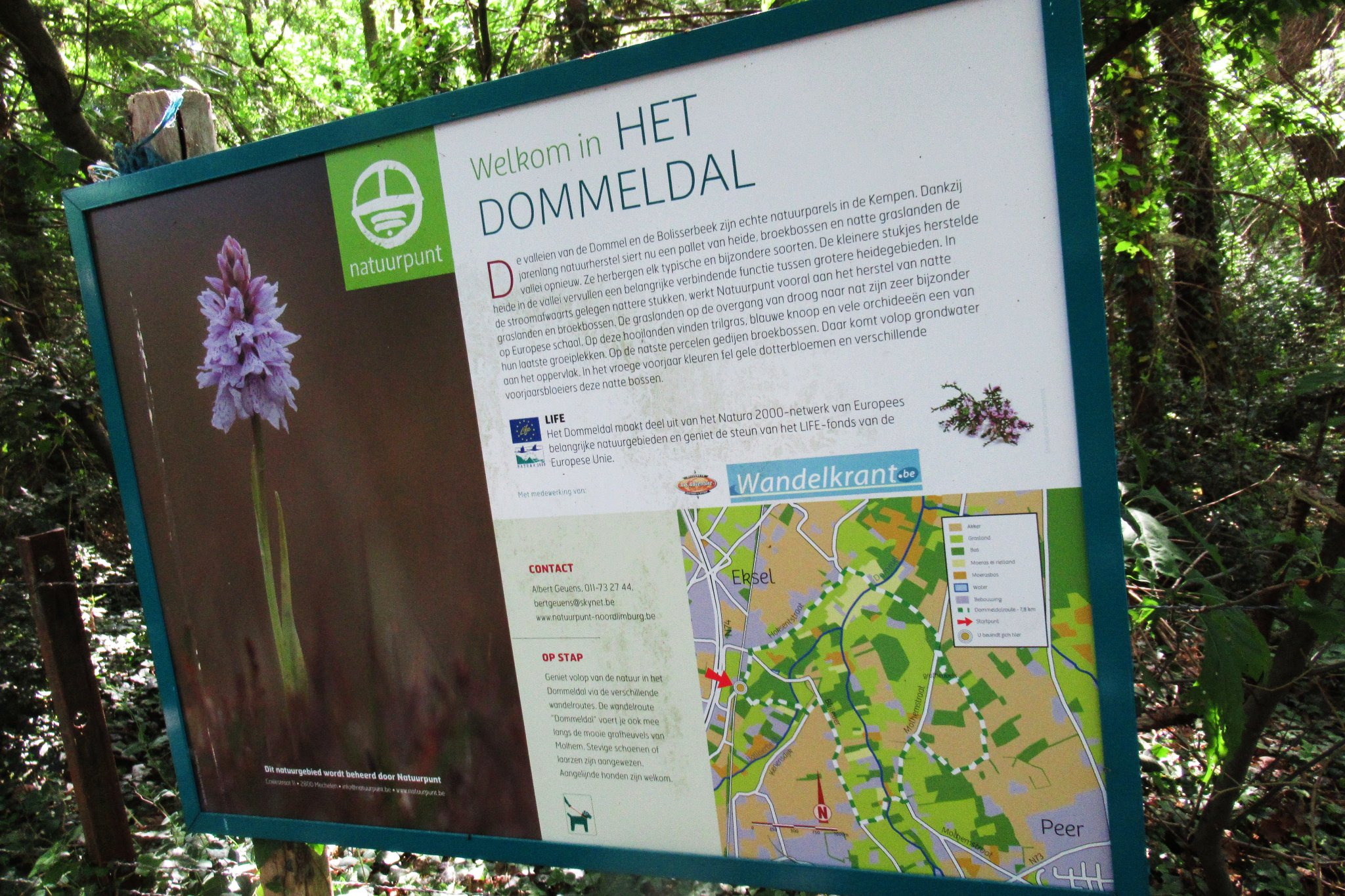
Dommelvallei
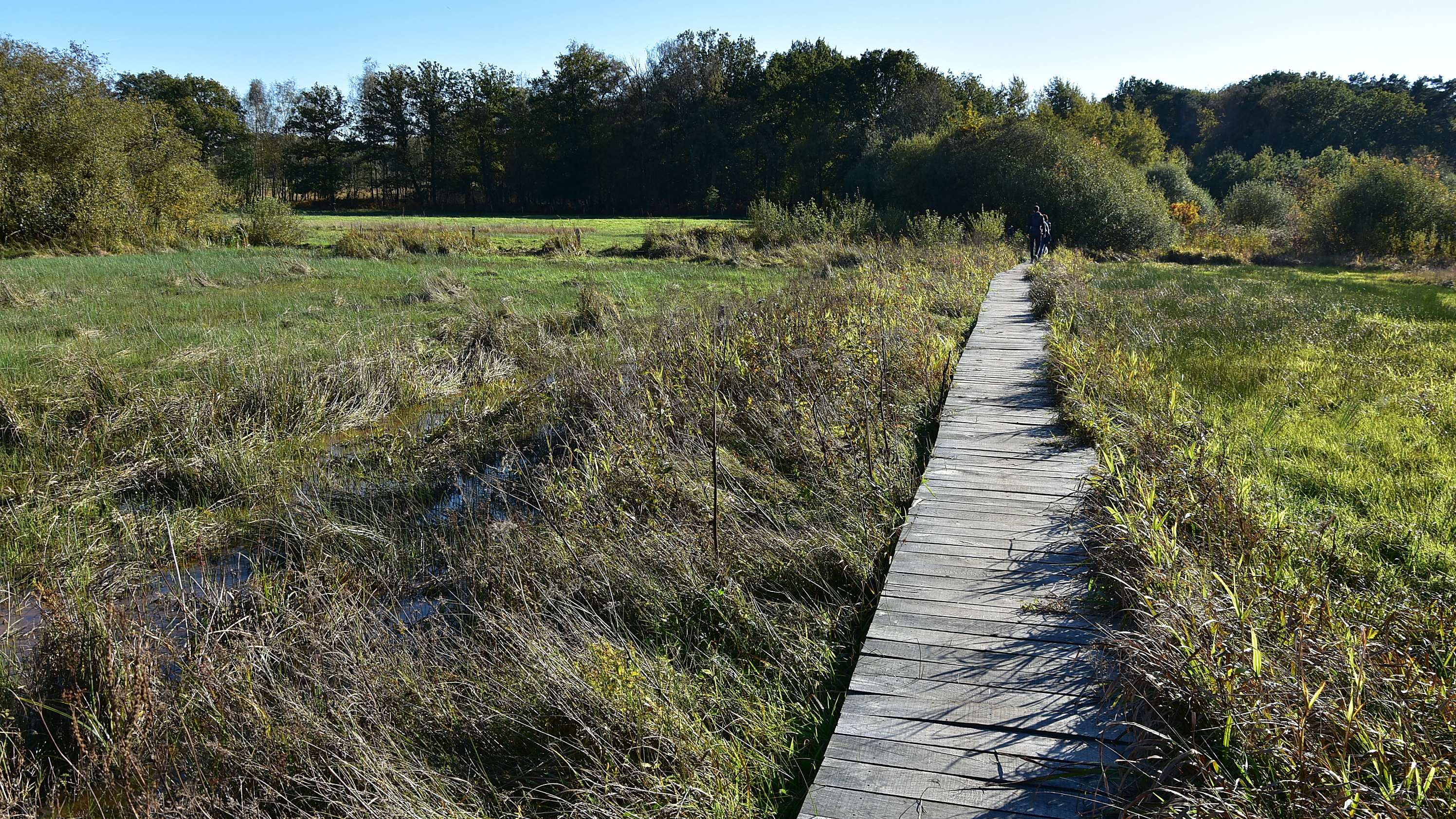
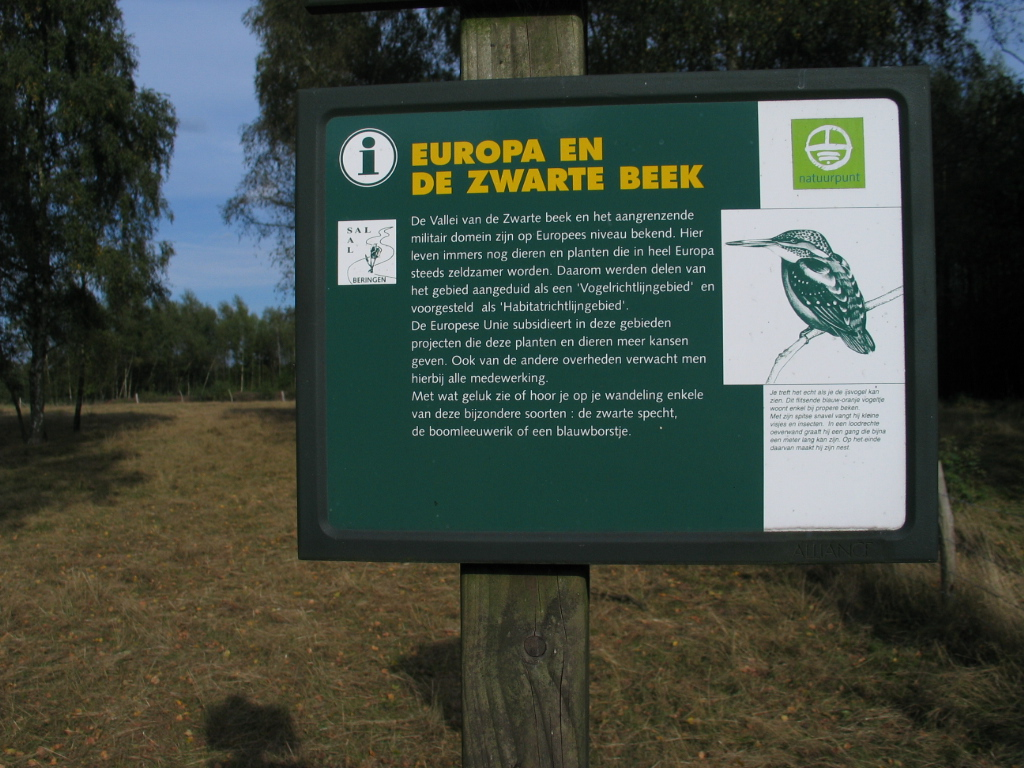
infobord
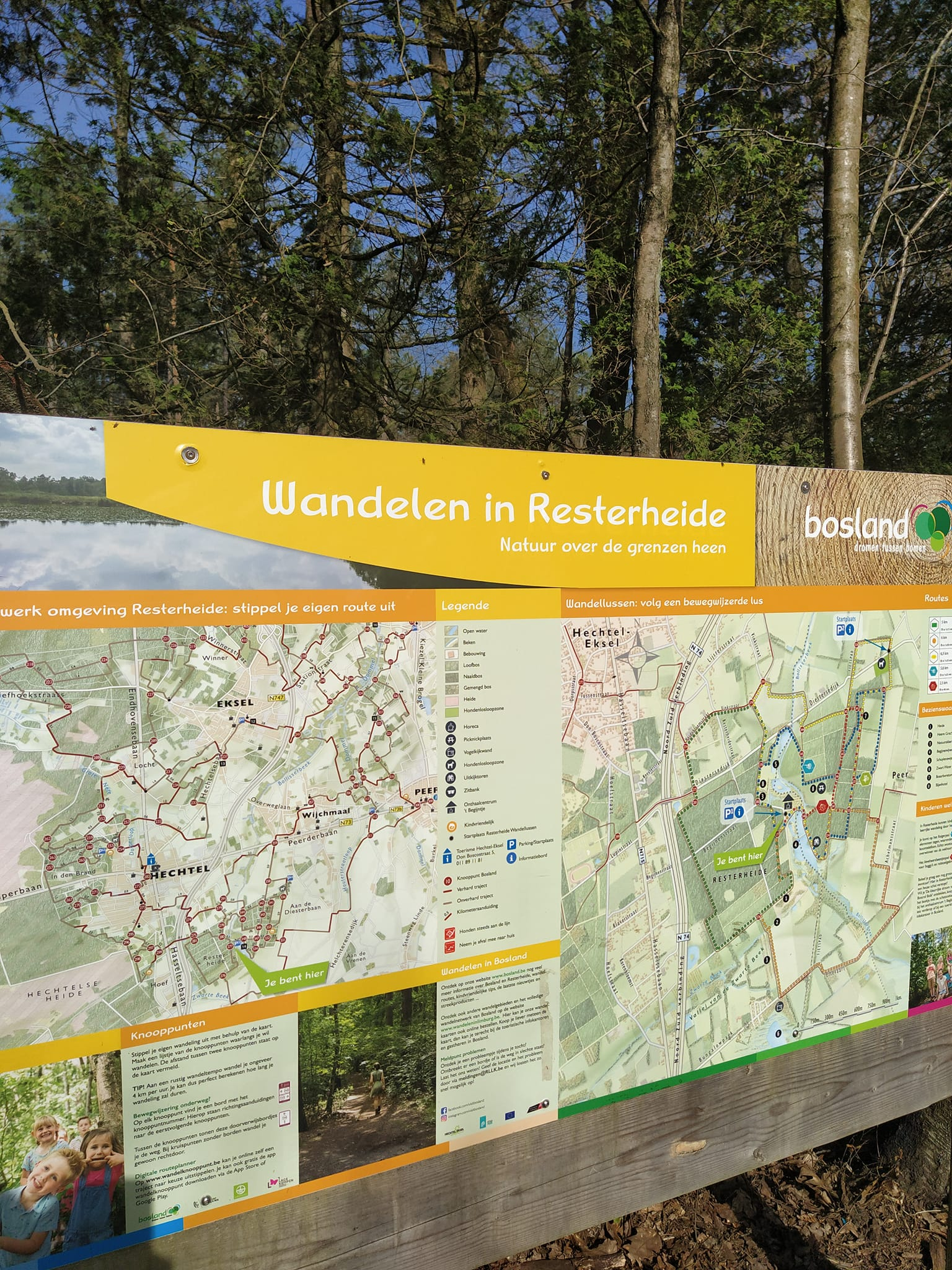
Resterheide